# Oranje-bulletin (verzetsblad, Hilversum)
De Hilversumse versie van het verzetsblad Oranje-bulletin kwam voort uit een samenwerking tussen enige plaatselijke nieuwsbladen. Het resultaat van die samenwerking was de publicatie van De Gooise Koerier, het dagelijks nieuwsorgaan voor Hilversum en omgeving. De makers werden door de Binnenlandse Strijdkrachten opgedragen de dagelijks verschijnende nieuwsbladen in het Gooi te coördineren om aldus de eendracht der illegaliteit te demonstreren. Het blad werd vanaf 9 november 1944 tot en met 5 mei 1945 in Hilversum en omstreken uitgegeven. Het verscheen 1 à 2 maal per maand in een gestencilde oplage van 1200 tot 8000 exemplaren. De inhoud bestond voornamelijk uit binnenlandse berichten en mededelingen.

## Gerelateerde kranten
- Oranje-bulletin (verzetsblad, Utrecht)[1]
- De Gooise Koerier[2]